# Éric Laboureix
Éric Laboureix (ur. 12 kwietnia 1962) – francuski narciarz, specjalista narciarstwa dowolnego. Startował na igrzyskach w Calgary w balecie narciarskim, skokach akrobatycznych i jeździe po muldach zajmując odpowiednio 7, 9 i 8. miejsce. W 1988 r. narciarstwo dowolne było jedynie dyscypliną pokazową, więc medali nie przyznawano. Na późniejszych igrzyskach olimpijskich Laboureix już nie startował.
Zdobył brązowy medal w kombinacji podczas mistrzostw świata w Tignes. W sezonach 1985/1986, 1986/1987, 1987/1988, 1989/1990 i 1990/1991 triumfował w klasyfikacji generalnej Pucharu Świata. W sezonach 1982/1983, 1985/1986, 1986/1987, 1989/1990 i 1990/1991 zdobywał małą kryształową kulę w klasyfikacji kombinacji.
W 1992 r. zakończył karierę.

## Osiągnięcia

### Mistrzostwa świata
| Miejsce | Dzień     | Rok  | Miejscowość | Konkurencja        | Zwycięzca       |
| ------- | --------- | ---- | ----------- | ------------------ | --------------- |
| 27.     | 2 lutego  | 1986 | Tignes      | Jazda po muldach   | Éric Berthon    |
| 6.      | 4 lutego  | 1986 | Tignes      | Skoki akrobatyczne | Lloyd Langlois  |
| 3.      | 6 lutego  | 1986 | Tignes      | Kombinacja         | Alain LaRoche   |
| 24.     | 6 lutego  | 1986 | Tignes      | Balet narciarski   | Richard Schabl  |
| 12.     | 12 lutego | 1991 | Lake Placid | Balet narciarski   | Lane Spina      |
| 48.     | 14 lutego | 1991 | Lake Placid | Jazda po muldach   | Edgar Grospiron |

### Puchar Świata

#### Miejsca w klasyfikacji generalnej
- sezon 1979/1980: 53.
- sezon 1981/1982: 39.
- sezon 1982/1983: 3.
- sezon 1983/1984: 3.
- sezon 1984/1985: 2.
- sezon 1985/1986: 1.
- sezon 1986/1987: 1.
- sezon 1987/1988: 1.
- sezon 1988/1989: 4.
- sezon 1989/1990: 1.
- sezon 1990/1991: 1.
- sezon 1991/1992: 24.

#### Miejsca na podium
1. Tignes – 21 stycznia 1983 (Kombinacja) – 1. miejsce
2. Livigno – 4 lutego 1983 (Kombinacja) – 3. miejsce
3. Ravascletto – 13 lutego 1983 (Kombinacja) – 2. miejsce
4. Angel Fire – 19 marca 1983 (Kombinacja) – 3. miejsce
5. Stoneham – 15 stycznia 1984 (Kombinacja) – 3. miejsce
6. Courchevel – 5 lutego 1984 (Kombinacja) – 2. miejsce
7. Gostling – 27 lutego 1984 (Kombinacja) – 3. miejsce
8. Campitello Matese – 8 marca 1984 (Kombinacja) – 1. miejsce
9. Sälen – 22 marca 1984 (Kombinacja) – 3. miejsce
10. Tignes – 13 grudnia 1984 (Kombinacja) – 2. miejsce
11. Lake Placid – 20 stycznia 1985 (Kombinacja) – 3. miejsce
12. Breckenridge – 27 stycznia 1985 (Kombinacja) – 3. miejsce
13. Pra Loup – 3 lutego 1985 (Kombinacja) – 1. miejsce
14. Oberjoch – 1 marca 1985 (Balet narciarski) – 1. miejsce
15. Oberjoch – 2 marca 1985 (Jazda po muldach) – 1. miejsce
16. Oberjoch – 3 marca 1985 (Kombinacja) – 1. miejsce
17. Mariazell – 9 marca 1985 (Balet narciarski) – 2. miejsce
18. La Clusaz – 16 marca 1985 (Jazda po muldach) – 3. miejsce
19. Tignes – 13 grudnia 1985 (Kombinacja) – 1. miejsce
20. Zermatt – 17 grudnia 1985 (Balet narciarski) – 3. miejsce
21. Mont Gabriel – 12 stycznia 1986 (Kombinacja) – 3. miejsce
22. Breckenridge – 23 stycznia 1986 (Kombinacja) – 2. miejsce
23. Breckenridge – 25 stycznia 1986 (Kombinacja) – 3. miejsce
24. Oberjoch – 2 marca 1986 (Kombinacja) – 1. miejsce
25. Voss – 9 marca 1986 (Kombinacja) – 2. miejsce
26. Tignes – 12 grudnia 1986 (Kombinacja) – 1. miejsce
27. Mont Gabriel – 11 stycznia 1987 (Kombinacja) – 2. miejsce
28. Lake Placid – 22 stycznia 1987 (Kombinacja) – 1. miejsce
29. Breckenridge – 24 stycznia 1987 (Kombinacja) – 1. miejsce
30. Mariazell – 21 lutego 1987 (Jazda po muldach) – 2. miejsce
31. Voss – 1 marca 1987 (Kombinacja) – 2. miejsce
32. Oberjoch – 8 marca 1987 (Kombinacja) – 1. miejsce
33. La Clusaz – 27 marca 1987 (Kombinacja) – 1. miejsce
34. Tignes – 12 grudnia 1987 (Balet narciarski) – 3. miejsce
35. Tignes – 13 grudnia 1987 (Kombinacja) – 1. miejsce
36. La Plagne – 20 grudnia 1987 (Kombinacja) – 1. miejsce
37. Mont Gabriel – 10 stycznia 1988 (Kombinacja) – 3. miejsce
38. Lake Placid – 17 stycznia 1988 (Kombinacja) – 2. miejsce
39. Inawashiro – 31 stycznia 1988 (Kombinacja) – 3. miejsce
40. Oberjoch – 6 marca 1988 (Kombinacja) – 3. miejsce
41. La Clusaz – 12 marca 1988 (Kombinacja) – 1. miejsce
42. Tignes – 11 grudnia 1988 (Skoki akrobatyczne) – 2. miejsce
43. Tignes – 11 grudnia 1988 (Kombinacja) – 1. miejsce
44. La Plagne – 18 grudnia 1988 (Kombinacja) – 1. miejsce
45. Mont Gabriel – 8 stycznia 1989 (Kombinacja) – 1. miejsce
46. Lake Placid – 15 stycznia 1989 (Kombinacja) – 1. miejsce
47. Tignes – 16 grudnia 1989 (Kombinacja) – 1. miejsce
48. La Plagne – 17 grudnia 1989 (Kombinacja) – 1. miejsce
49. Mont Gabriel – 7 stycznia 1990 (Kombinacja) – 2. miejsce
50. Lake Placid – 14 stycznia 1990 (Kombinacja) – 1. miejsce
51. Breckenridge – 21 stycznia 1990 (Kombinacja) – 1. miejsce
52. Calgary – 28 stycznia 1990 (Kombinacja) – 1. miejsce
53. Inawashiro – 11 lutego 1990 (Kombinacja) – 2. miejsce
54. Iizuna – 18 lutego 1990 (Kombinacja) – 1. miejsce
55. Whistler Blackcomb – 13 stycznia 1991 (Kombinacja) – 1. miejsce
56. Breckenridge – 20 stycznia 1991 (Kombinacja) – 1. miejsce
57. La Clusaz – 21 lutego 1991 (Kombinacja) – 1. miejsce
58. Skole – 26 lutego 1991 (Kombinacja) – 1. miejsce
59. Voss – 10 marca 1991 (Kombinacja) – 1. miejsce
60. Pyhätunturi – 17 marca 1991 (Kombinacja) – 1. miejsce
61. Hundfjället – 23 marca 1991 (Kombinacja) – 1. miejsce
62. Tignes – 7 grudnia 1991 (Kombinacja) – 1. miejsce
63. Zermatt – 12 grudnia 1991 (Kombinacja) – 2. miejsce
64. Piancavallo – 17 grudnia 1991 (Kombinacja) – 2. miejsce

- W sumie 34 zwycięstwa, 14 drugich i 16 trzecich miejsc.